# Spielvereinigung Unterhaching 2008-2009
Questa voce raccoglie le informazioni riguardanti la Spielvereinigung Unterhaching nelle competizioni ufficiali della stagione 2008-2009.

## Stagione
Nella stagione 2008-2009 l'Unterhaching, allenato da Ralph Hasenhüttl, concluse il campionato di 3. Liga al 4º posto. In Coppa di Germania l'Unterhaching fu eliminato al primo turno dal Friburgo.

## Rosa
| N. |                                 | Ruolo | Calciatore            |
| -- | ------------------------------- | ----- | --------------------- |
| 1  | Germania (bandiera)             | P     | Darius Kampa          |
| 2  | Germania (bandiera)             | D     | Thorsten Schulz       |
| 3  | Germania (bandiera)             | D     | Raphael Schaschko     |
| 4  | Germania (bandiera)             | D     | Ralf Bucher           |
| 5  | Australia (bandiera)            | D     | Milan Šušak           |
| 6  | Rep. Ceca (bandiera)            | C     | Roman Týce            |
| 7  | Germania (bandiera)             | A     | Tobias Schweinsteiger |
| 8  | Germania (bandiera)             | C     | Robert Zillner        |
| 9  | Germania (bandiera)             | A     | Thomas Rathgeber      |
| 10 | Brasile (bandiera)              | C     | Ricardo Villar        |
| 11 | Germania (bandiera)             | A     | Bastian Bischoff      |
| 13 | Germania (bandiera)             | A     | Marcus Steegmann      |
| 14 | Germania (bandiera)             | A     | Anton Fink            |
| 15 | Bosnia ed Erzegovina (bandiera) | C     | Christian Grujicic    |
| 16 | Germania (bandiera)             | C     | Orkan Balkan          |

| N. |                     | Ruolo | Calciatore            |
| -- | ------------------- | ----- | --------------------- |
| 17 | Germania (bandiera) | C     | Timo Nagy             |
| 18 | Germania (bandiera) | D     | Stefan Frühbeis       |
| 19 | Germania (bandiera) | D     | Dennis Polak          |
| 20 | Germania (bandiera) | D     | Patrick Ziegler       |
| 22 | Germania (bandiera) | C     | Marco Pasiciel        |
| 24 | Germania (bandiera) | P     | Christian Berchthold  |
| 25 | Germania (bandiera) | C     | Oliver Fink           |
| 26 | Germania (bandiera) | D     | Christian Hain        |
| 27 | Germania (bandiera) | D     | Florian Hörnig        |
| 28 | Germania (bandiera) | A     | Sebastian Mützel      |
| 30 | Germania (bandiera) | P     | Nico Formella         |
| 32 | Germania (bandiera) | C     | Maximilian Pfaffinger |
| 33 | Germania (bandiera) | A     | Stephan Thee          |
| 35 | Germania (bandiera) | C     | Manuel Konrad         |

## Organigramma societario
Area tecnica
- Allenatore: Ralph Hasenhüttl
- Allenatore in seconda: Matthias Lust
- Preparatore dei portieri: Rainer Berg
- Preparatori atletici: Johannes Wieber

## Calciomercato

### Sessione estiva
| Acquisti | Acquisti             | Acquisti        | Acquisti |
| R.       | Nome                 | da              | Modalità |
| -------- | -------------------- | --------------- | -------- |
| C        | Orkan Balkan         | Unterhaching II |          |
| P        | Christian Berchthold | Bayreuth        |          |
| A        | Bastian Bischoff     | Reutlingen      |          |
| A        | Anton Fink           | Monaco 1860 II  |          |
| A        | Marcus Steegmann     | Aalen           |          |
| D        | Milan Šušak          | Adelaide Utd    |          |

| Cessioni | Cessioni          | Cessioni           | Cessioni |
| R.       | Nome              | a                  | Modalità |
| -------- | ----------------- | ------------------ | -------- |
| A        | İbrahim Aydemir   | Ismaning           |          |
| D        | Bruno Custos      | Fortuna Düsseldorf |          |
| C        | Ceyhun Gülselam   | Trabzonspor        |          |
| A        | Mario Konrad      | Altach             |          |
| A        | Robert Lechleiter | Hansa Rostock      |          |
| P        | Stefan Riederer   | Kaiserslautern II  |          |

### Sessione invernale
| Acquisti | Acquisti      | Acquisti | Acquisti |
| R.       | Nome          | da       | Modalità |
| -------- | ------------- | -------- | -------- |
| C        | Manuel Konrad | Friburgo |          |

| Cessioni | Cessioni         | Cessioni   | Cessioni |
| R.       | Nome             | a          | Modalità |
| -------- | ---------------- | ---------- | -------- |
| D        | Boris Leschinski | Amburgo II |          |

## Risultati

### 3. Liga

#### Girone di andata
| Arbitro: | Kircher |

|                        |           |  |
| Fink 51’, 65’ Týce 78’ | Marcatori |  |

| Arbitro: | Schmidt |

|               |           |          |
| Guié-Mien 83’ | Marcatori | 90’ Týce |

| Arbitro: | Seiwert |

|                          |           |  |
| Schulz 13’ Steegmann 45’ | Marcatori |  |

| Düsseldorf 23 agosto 2008, ore 14:00 CEST 4ª giornata | Fortuna Düsseldorf | 0 – 0 referto | Unterhaching | LTU Arena (10 454 spett.)\| Arbitro: \| Gagelmann \| |
| Arbitro:                                              | Gagelmann          |               |              |                                                      |

| Arbitro: | Rafati |

|                                                  |           |             |
| Calamita 26’, 78’ Kurz 45’ Schmidt 58’ Solga 69’ | Marcatori | 13’ Zillner |

| Arbitro: | Schumacher |

|                             |           |  |
| Fink 62’ Schweinsteiger 66’ | Marcatori |  |

| Arbitro: | Hammer |

|             |           |                              |
| Stoilov 62’ | Marcatori | 68’ (rig.) Bucher 90’ Schulz |

| Arbitro: | Kunzmann |

|                    |           |             |
| Schweinsteiger 22’ | Marcatori | 58’ Berkani |

| Arbitro: | Winkmann |

|                                                          |           |              |
| Bunjaku 31’ (rig.), 54’ Cannizzaro 41’ Schulz 44’ (aut.) | Marcatori | 53’ Bischoff |

| Arbitro: | Walz |

|                    |           |             |
| Schweinsteiger 89’ | Marcatori | 42’ Neitzel |

| Monaco di Baviera 26 ottobre 2008, ore 14:00 CEST 11ª giornata | Bayern Monaco II | 0 – 0 referto | Unterhaching | Stadion an der Grünwalder Straße (2 000 spett.)\| Arbitro: \| Kempter \| |
| Arbitro:                                                       | Kempter          |               |              |                                                                          |

| Arbitro: | Fischer |

|  |           |                              |
|  | Marcatori | 27’ Schieber 75’ (rig.) Rudy |

| Arbitro: | Gorniak |

|                                |           |                 |
| Mesic 42’ Hyský 52’ Zinnow 68’ | Marcatori | 22’ (aut.) Haas |

| Arbitro: | Blos |

|                 |           |  |
| Fink 22’ (rig.) | Marcatori |  |

| Arbitro: | Trautmann |

|                           |           |                                    |
| Heinzmann 13’ Willers 75’ | Marcatori | 11’, 57’ Fink 35’ Zillner 78’ Týce |

| Arbitro: | Zwayer |

|                  |           |  |
| Zillner 31’, 43’ | Marcatori |  |

| Arbitro: | Fischer |

|                                                       |           |  |
| Kruppke 44’ Onuegbu 47’, 61’ von Walsleben-Schied 56’ | Marcatori |  |

| Arbitro: | Stieler |

|          |           |  |
| Fink 29’ | Marcatori |  |

| Arbitro: | Schempershauwe |

|                      |           |                          |
| Stickel 29’ Okic 84’ | Marcatori | 7’, 41’ (rig.), 86’ Fink |

#### Girone di ritorno
| Arbitro: | Joerend |

|             |           |  |
| Perthel 25’ | Marcatori |  |

| Arbitro: | Schriever |

|                          |           |                |
| Hain 15’ Fink 44’ (rig.) | Marcatori | 58’ Damjanović |

| Arbitro: | Schößling |

|                       |           |                 |
| Gambo 18’ Landeka 80’ | Marcatori | 23’ (rig.) Fink |

| Arbitro: | Kampka |

|                      |           |            |
| Fink 28’ (rig.), 29’ | Marcatori | 53’ Christ |

| Arbitro: | Wingenbach |

|  |           |                            |
|  | Marcatori | 64’ Cappek 90’ Mitterhuber |

| Arbitro: | Kuhl |

|                                   |           |                   |
| Göttlicher 3’ Öztürk 8’ Pinto 59’ | Marcatori | 81’ (rig.) Copado |

| Arbitro: | Steinberg |

|            |           |  |
| Konrad 62’ | Marcatori |  |

| Arbitro: | Siebert |

|             |           |          |
| Agyemang 6’ | Marcatori | 35’ Fink |

| Arbitro: | Stieler |

|                                        |           |  |
| Fink 10’, 76’ Rathgeber 15’ Villar 72’ | Marcatori |  |

| Arbitro: | Seemann |

|  |           |                                    |
|  | Marcatori | 3’, 15’, 29’ Rathgeber 80’ Zillner |

| Arbitro: | Schmidt |

|                           |           |              |
| Zillner 40’ Rathgeber 67’ | Marcatori | 50’ Sikorski |

| Arbitro: | Kunzmann |

|                 |           |                                           |
| Rudy 70’ (rig.) | Marcatori | 19’ (rig.), 65’ Fink 68’ (aut.) Kovačević |

| Arbitro: | Kircher |

|            |           |  |
| Villar 88’ | Marcatori |  |

| Arbitro: | Rafati |

|  |           |          |
|  | Marcatori | 20’ Týce |

| Arbitro: | Christ |

|             |           |           |
| Zillner 26’ | Marcatori | 58’ Neppe |

| Arbitro: | Steinhaus-Webb |

|           |           |  |
| Dobrý 88’ | Marcatori |  |

| Arbitro: | Steuer |

|                        |           |  |
| Rathgeber 12’ Fink 45’ | Marcatori |  |

| Arbitro: | Drees |

|                                                       |           |                               |
| Ziegner 4’ (rig.) Amirante 8’ Schembri 44’ Hähnge 67’ | Marcatori | 28’ Nagy 36’ Fink 88’ Zillner |

| Arbitro: | Dingert |

|                    |           |          |
| Šušak 37’ Fink 75’ | Marcatori | 56’ Bohl |

### Coppa di Germania
| Arbitro: | Welz |

|  |           |                          |
|  | Marcatori | 41’ Jäger 90’ Abdessadki |

## Statistiche

### Statistiche di squadra
| Competizione      | Punti | In casa | In casa | In casa | In casa | In casa | In casa | In trasferta | In trasferta | In trasferta | In trasferta | In trasferta | In trasferta | Totale | Totale | Totale | Totale | Totale | Totale | DR  |
| Competizione      | Punti | G       | V       | N       | P       | Gf      | Gs      | G            | V            | N            | P            | Gf           | Gs           | G      | V      | N      | P      | Gf     | Gs     | DR  |
| ----------------- | ----- | ------- | ------- | ------- | ------- | ------- | ------- | ------------ | ------------ | ------------ | ------------ | ------------ | ------------ | ------ | ------ | ------ | ------ | ------ | ------ | --- |
| 3. Liga           | 67    | 19      | 14      | 3       | 2       | 30      | 11      | 19           | 6            | 4            | 9            | 27           | 35           | 38     | 20     | 7      | 11     | 57     | 46     | +11 |
| Coppa di Germania | -     | 1       | 0       | 0       | 1       | 0       | 2       | 0            | 0            | 0            | 0            | 0            | 0            | 1      | 0      | 0      | 1      | 0      | 2      | -2  |
| Totale            | 67    | 20      | 14      | 3       | 3       | 30      | 13      | 19           | 6            | 4            | 9            | 27           | 35           | 39     | 20     | 7      | 12     | 57     | 48     | +9  |

### Andamento in campionato
| Giornata  | 1 | 2 | 3 | 4 | 5 | 6 | 7 | 8 | 9 | 10 | 11 | 12 | 13 | 14 | 15 | 16 | 17 | 18 | 19 | 20 | 21 | 22 | 23 | 24 | 25 | 26 | 27 | 28 | 29 | 30 | 31 | 32 | 33 | 34 | 35 | 36 | 37 | 38 |
| --------- | - | - | - | - | - | - | - | - | - | -- | -- | -- | -- | -- | -- | -- | -- | -- | -- | -- | -- | -- | -- | -- | -- | -- | -- | -- | -- | -- | -- | -- | -- | -- | -- | -- | -- | -- |
| Luogo     | C | T | C | T | T | C | T | C | T | C  | T  | C  | T  | C  | T  | C  | T  | C  | T  | T  | C  | T  | C  | C  | T  | C  | T  | C  | T  | C  | T  | C  | T  | C  | T  | C  | T  | C  |
| Risultato | V | N | V | N | P | V | V | N | P | N  | N  | P  | P  | V  | V  | V  | P  | V  | V  | P  | V  | P  | V  | P  | P  | V  | N  | V  | V  | V  | V  | V  | V  | N  | P  | V  | P  | V  |
| Posizione | 2 | 3 | 2 | 3 | 7 | 5 | 4 | 6 | 8 | 8  | 9  | 10 | 10 | 10 | 8  | 6  | 7  | 6  | 5  | 6  | 5  | 6  | 5  | 5  | 6  | 5  | 8  | 5  | 4  | 4  | 4  | 3  | 2  | 3  | 3  | 2  | 4  | 4  |

Legenda:

Luogo: C = Casa; T = Trasferta. Risultato: V = Vittoria; N = Pareggio; P = Sconfitta.

### Statistiche dei giocatori
| Giocatore         | 3. Liga  | 3. Liga | 3. Liga     | 3. Liga    | Coppa di Germania | Coppa di Germania | Coppa di Germania | Coppa di Germania | Totale   | Totale | Totale      | Totale     |
| Giocatore         | Presenze | Reti    | Ammonizioni | Espulsioni | Presenze          | Reti              | Ammonizioni       | Espulsioni        | Presenze | Reti   | Ammonizioni | Espulsioni |
| ----------------- | -------- | ------- | ----------- | ---------- | ----------------- | ----------------- | ----------------- | ----------------- | -------- | ------ | ----------- | ---------- |
| O. Balkan         | 12       | 0       | 3           | 0          | 0                 | 0                 | 0                 | 0                 | 12       | 0      | 3           | 0          |
| C. Berchthold     | 0        | 0       | 0           | 0          | 0                 | 0                 | 0                 | 0                 | 0        | 0      | 0           | 0          |
| B. Bischoff       | 9        | 1       | 0           | 0          | 1                 | 0                 | 0                 | 0                 | 10       | 1      | 0           | 0          |
| R. Bucher         | 37       | 1       | 1           | 0          | 1                 | 0                 | 0                 | 0                 | 38       | 1      | 1           | 0          |
| F. Copado         | 6        | 1       | 1           | 0          | 0                 | 0                 | 0                 | 0                 | 6        | 1      | 1           | 0          |
| A. Fink           | 38       | 21      | 1           | 0          | 1                 | 0                 | 0                 | 0                 | 39       | 21     | 1           | 0          |
| O. Fink           | 34       | 1       | 8           | 0          | 1                 | 0                 | 0                 | 0                 | 35       | 1      | 8           | 0          |
| N. Formella       | 0        | 0       | 0           | 0          | 0                 | 0                 | 0                 | 0                 | 0        | 0      | 0           | 0          |
| S. Frühbeis       | 3        | 0       | 0           | 0          | 0                 | 0                 | 0                 | 0                 | 3        | 0      | 0           | 0          |
| C. Grujicic       | 0        | 0       | 0           | 0          | 0                 | 0                 | 0                 | 0                 | 0        | 0      | 0           | 0          |
| C. Hain           | 12       | 1       | 0           | 0          | 0                 | 0                 | 0                 | 0                 | 12       | 1      | 0           | 0          |
| F. Hörnig         | 10       | 0       | 0           | 0          | 0                 | 0                 | 0                 | 0                 | 10       | 0      | 0           | 0          |
| D. Kampa          | 38       | 0       | 0           | 0          | 1                 | 0                 | 0                 | 0                 | 39       | 0      | 0           | 0          |
| M. Konrad         | 17       | 1       | 0           | 1          | 0                 | 0                 | 0                 | 0                 | 17       | 1      | 0           | 1          |
| S. Mützel         | 1        | 0       | 0           | 0          | 0                 | 0                 | 0                 | 0                 | 1        | 0      | 0           | 0          |
| T. Nagy           | 28       | 1       | 4           | 0          | 1                 | 0                 | 0                 | 0                 | 29       | 1      | 4           | 0          |
| M. Pasiciel       | 0        | 0       | 0           | 0          | 0                 | 0                 | 0                 | 0                 | 0        | 0      | 0           | 0          |
| M. Pfaffinger     | 7        | 0       | 0           | 0          | 0                 | 0                 | 0                 | 0                 | 7        | 0      | 0           | 0          |
| D. Polak          | 0        | 0       | 0           | 0          | 0                 | 0                 | 0                 | 0                 | 0        | 0      | 0           | 0          |
| T. Rathgeber      | 25       | 6       | 2           | 0          | 0                 | 0                 | 0                 | 0                 | 25       | 6      | 2           | 0          |
| R. Schaschko      | 12       | 0       | 3           | 0          | 1                 | 0                 | 0                 | 0                 | 13       | 0      | 3           | 0          |
| T. Schulz         | 34       | 2       | 4           | 0          | 1                 | 0                 | 0                 | 0                 | 35       | 2      | 4           | 0          |
| T. Schweinsteiger | 34       | 3       | 4           | 1          | 1                 | 0                 | 0                 | 0                 | 35       | 3      | 4           | 1          |
| M. Steegmann      | 30       | 1       | 1           | 0          | 1                 | 0                 | 0                 | 0                 | 31       | 1      | 1           | 0          |
| S. Thee           | 1        | 0       | 0           | 0          | 0                 | 0                 | 0                 | 0                 | 1        | 0      | 0           | 0          |
| R. Týce           | 26       | 4       | 9           | 1          | 1                 | 0                 | 1                 | 0                 | 27       | 4      | 10          | 1          |
| R. Villar         | 36       | 2       | 3           | 1          | 1                 | 0                 | 0                 | 0                 | 37       | 2      | 3           | 1          |
| P. Ziegler        | 0        | 0       | 0           | 0          | 0                 | 0                 | 0                 | 0                 | 0        | 0      | 0           | 0          |
| R. Zillner        | 35       | 8       | 8           | 1          | 1                 | 0                 | 0                 | 0                 | 36       | 8      | 8           | 1          |
| M. Šušak          | 34       | 1       | 4           | 2          | 1                 | 0                 | 1                 | 0                 | 35       | 1      | 5           | 2          |